# Amphiroa galapagensis
Amphiroa galapagensis W.R. Taylor, 1945  é o nome botânico  de uma espécie de algas vermelhas pluricelulares do gênero Amphiroa.
EStas algas marinhas encontram-se no arquipélago das Galápagos e na Coreia.

## Sinonímia
Não apresenta sinônimos.